# Pickle Rick
"Pickle Rick" er den tredje episode i den tredje sæson af Adult Swims tegnefilmserie Rick and Morty. Den er skrevet af Jessica Gao og instrueret af Anthony Chun, og den havde premiere på d. 6. august 2017. I "Pickle Rick" omdanner den excentriske, gale videnskabsmand Rick Sanchez sig selv til en syltet agurk, netop som han og familien skal i familieterapi. Afsnittet følger Ricks eventyr som syltet agurk og resten af familiens tur i terapi.
Afsnittet parodierer aktionfilm og er inspireret af afsnittet "4 Days Out" fra Breaking Bad. I fortsættelsen af tredje sæsons historie med Beth og Jerrys skilsmisse undersøger "Pickle Rick" Beths usunde forhold til Rick og deres syn på intelligens og selvforbedring. Afsnittet var meget ventet, da en rough cut animation havde premiere allerede ved San Diego Comic-Con 2016, og afsnittet blev set af 2,3 mio. personer, da det blev sendt første gang på Adult Swim.
Afsnittet blev positivt modtaget, og kritikerne roste animationen og designet af Pickle Rick, kampscenerne og gæsteoptræden fra Danny Trejo (som Jaguar), og afsnittets slutning. Det gav Rick and Morty Primetime Emmy Award for Outstanding Animated Program 2018, der var seriens første Emmy Award. Adskillige merchandiseprodukter, særligt af karakteren Pickle Rick, er blevet lanceret.